# Хеерт Хофстеде
Хеерт (Герард Хендрик) Хофстеде (нидерл. Geert (Gerard Hendrik) Hofstede) е холандски социолог и културолог.
Основен дял в произведенията на Хофстедe заема изследването на културните различия между хората. Холандският учен се опитва да създаде скала, позволяваща измерването и онагледяването на културните различия с емпирически средства. За целта той въвежда четири т. нар. „културни параметри“, към които по-късно добавя и пети.
Удостоен е с титлата доктор хонорис кауза на Нов български университет.